# Luis López Méndez
Pour les articles homonymes, voir Luis López et López.
Luis López Méndez est un diplomate vénézuélien né à Caracas en 1758 et mort à Casablanca au Chili en 1841. 

## Biographie
Il est envoyé par la Junte suprême de Caracas, avec Simón Bolívar et Andrés Bello, à Londres afin d'obtenir la reconnaissance et l'appui du gouvernement anglais pour la république naissante du Venezuela.